# Costanza Varano
Costanza Varano, född 1426, död 1447, var en italiensk humanist, författare och brevskrivare. 
Hon var lärd i grekiska och latin och betraktades som en förebild i lärdom i det samtida Italien och har kallats den mest bildade kvinnan i 1400-talets Italien. Flera av hennes dikter, brev och oratier är bevarade. 